# Todor Zjivkov
Todor Christov Zjivkov (Bulgaars: Тодор Христов Живков) (Pravets, 7 september 1911 – Sofia, 5 augustus 1998) was een Bulgaars communistisch leider.
Todor Zjivkov werd geboren in Pravets als zoon van een arme boerenfamilie. In 1932 sloot hij zich aan bij de Bulgaarse Werkerspartij (communistische partij). Aanvankelijk was hij werkzaam als typograaf, maar gedurende de Tweede Wereldoorlog vocht hij als partizaan. Na de Tweede Wereldoorlog kwamen de communisten geleidelijk aan de macht. Todor Zjivkov werd het hoofd van de Volksmilitie. De Volksmilitie was medeverantwoordelijk voor de arrestaties van politieke tegenstanders. In 1948 werd hij lid van het centraal comité van de BKP (Bulgaarse Communistische Partij) en in 1951 werd hij lid van het politbureau van de BKP. In 1954 werd hij eerste secretaris van het centraal comité (dat wil zeggen partijleider) van de BKP. In 1962 werd hij tevens premier en de facto leider van de Bulgaarse Volksrepubliek. Als leider volgde hij trouw de bevelen van Moskou op en was een van de trouwste vazallen van de Sovjet-Unie.
Zjivkov stelde zelfs eens voor om Bulgarije te laten aansluiten bij de USSR als socialistische deelrepubliek. Hoewel hij een repressief bewind voerde, genoot hij een zekere populariteit omdat hij gematigder en milder was dan zijn voorgangers. In de jaren zeventig steeg de Bulgaarse levensstandaard dankzij het door Zjivkov ingezette 'Nieuw Economische Mechanisme.' Het NEM zorgde voor mechanisatie van de industrie en landbouw. In de jaren 80 was het NEM echter verouderd en de economie ging achteruit. Dankzij een nieuwe grondwet werd Zjivkov in 1971 voorzitter van de Staatsraad (dat wil zeggen president van de volksrepubliek).
Vanaf het einde van de jaren zeventig kwam er een persoonlijkheidscultus rond Zjivkov op gang. Overal verrezen er standbeelden en portretten van het staatshoofd.
Eind jaren 80 groeide de oppositie in het land tegen het bewind van Zjivkov, ook binnen de BKP. Na de val van de muur (november 1989) braken er onlusten uit, met name van de kant van de ecologisten, die zich zorgen maakten over het vervuilde milieu en de schending van de mensenrechten.
Op 10 november trad de langst regerende leider binnen het Warschaupact af na een 'paleiscoup'. Minister Mladenov werd zijn opvolger als partij- en regeringsleider. Spoedig daarop opende Petar Mladenov de besprekingen met de oppositie en Bulgarije werd een democratie. In 1992 werd Zjivkov veroordeeld wegens machtsmisbruik. Hij kreeg huisarrest en in 1998 overleed hij in Sofia.
- Biblioteca Nacional de España: XX986953
- Bibliothèque nationale de France: cb119088527 (data)
- CiNii: DA0069395X
- Gemeinsame Normdatei: 118637134
- International Standard Name Identifier: 0000 0001 1023 6525
- Library of Congress Control Number: n80126215
- Nationale Bibliotheek van Letland: 000349873
- National Archives and Records Administration: 10568719
- Bibliotheek van het Japanse parlement: 00461825
- Nationale Bibliotheek van Tsjechië: jn19990210673
- Nationale bibliotheek van Australië: 35626947
- Nationale Bibliotheek van Israël: 987007287206505171
- Nationale Bibliotheek van Polen: a0000001195510
- Nationale en Universitaire bibliotheek Zagreb: 000266993
- Nederlandse Thesaurus van Auteursnamen: 069352747
- LIBRIS: 106251
- SNAC: w610998v
- Système universitaire de documentation: 026938553
- Trove: 1020552
- Virtual International Authority File: 31998095
- WorldCat: E39PBJyH34kJjbhHhmMJXwG8md